# Kom, hör min vackra visa
Kom, hör min vackra visa är en psalmtext för söndagsskolan som är skriven av Zacharias Topelius. Musiken är skriven av Wolfgang Amadeus Mozart.

## Publicerad i
- Svensk söndagsskolsångbok 1929 som nummer 21 under rubriken "II. Guds makt och härlighet"